# Peneo (mitología)
En la mitología griega, Peneo (en griego, Πηνειός) era un dios fluvial y uno de los tres mil ríos, por lo tanto hijo de Océano y Tetis.Sus corrientes discurren por Tesalia y se le considera el ancestro de los lapitas. 

## Descendencia y mitos
Junto a la náyade Creúsa tuvo un hijo, Hipseo, rey de los lápitas,y también una hija, Estilbe. Esta junto con Apolo tuvo dos hijos gemelos, Centauro y Lápites, epónimos de los pueblos homónimos: los centauros y los lapitas. Cirene en algunas versiones puede ser descrita como hija de Peneo. En un escolio se nos dice que la madre de Hipseo en unión con el Peneo fue Fílira, una hija de Asopo.
Los poetas latinos fueron más proclives para describir los amoríos de las ninfas. Ovidio nos cuenta que Eros, el dios del amor, arrojó una flecha a Apolo para que se enamorase de la hija de Peneo, Dafne. Según el mito el propósito de Eros era que Dafne despreciase a Apolo, como venganza a la burla de Apolo sobre su destreza con el arco. Consecuentemente Dafne imploró ayuda a Peneo, dios del río, quien la transformó en laurel, árbol que desde aquel momento sería sagrado para Apolo. En la versión arcadia del mito Dafne era hija del río Ladón.

### Descendencia
- Andreo — padre de Eteocles, rey de Orcómeno.[9]
- Astabe —  con Hermes tuvo a Ástaco, padre de Yocles y abuelo de Hipónoo.[10]
- Átrace (con Bura) — epónimo de Átrax.[11]
- Cirene — madre de Aristeo por Apolo.[12][4]
- Crisogenía — madre, por Zeus, de Tiseo, del que poco más se sabe.[13]
- Dafne — la ninfa del laurel de Apolo.[12][7]
- Estilbe (con Creúsa) — madre, por Apolo, de Centauro y Lapito, reyes epónimos.[2]
- Hipseo (con Creúsa o Fílira) — padre de Cirene y Temisto.[3][2]
- Ífide o Ifis —  esposa de Eolo y madre de Salmoneo.[14]
- Menipe — por Pelasgo fue la madre de Frástor; éste emigró a Italia y se hizo rey de los tirrenos.[15]
- Trica —  epónima de Trica.[16]